# Andromaco di Aspendo
Andromaco (in greco antico: Ἀνδρόμαχος?, Andrómachos; Aspendo, ... – ...; fl. III secolo a.C.) è stato un militare e funzionario egizio del III secolo a.C., che servì sotto Tolomeo IV Filopatore.

## Biografia
Andromaco, originario di Aspendo in Panfilia, viene ricordato per la prima volta nel 217 a.C. quando, nella battaglia di Rafah tra Egitto tolemaico e impero seleucide, comandò insieme a Tolomeo, figlio di Trasea, 25.000 della falange macedone dei Tolomei. Dopo la battaglia, Andromaco fu nominato governatore militare (στρατηγός, strategós) di Celesiria e Fenicia quando il re Tolomeo IV tornò ad Alessandria.